# Skarptjärnen, Medelpad
Skarptjärnen är en sjö i Ånge kommun i Medelpad och ingår i Ljungans huvudavrinningsområde. Sjön har en area på 0,0114 kvadratkilometer och ligger 408,4 meter över havet. Skarptjärnen ligger i Jämtgaveln Natura 2000-område.

## Delavrinningsområde
Skarptjärnen ingår i det delavrinningsområde (695357-150457) som SMHI kallar för Utloppet av Skarptjärnen. Medelhöjden är 412 meter över havet och ytan är 0,09 kvadratkilometer. Det finns inga avrinningsområden uppströms utan avrinningsområdet är högsta punkten. Vattendraget som avvattnar avrinningsområdet har biflödesordning 6, vilket innebär att vattnet flödar genom totalt 6 vattendrag innan det når havet efter 182 kilometer. Avrinningsområdet består mestadels av skog (99 procent).